# 토고의 인구

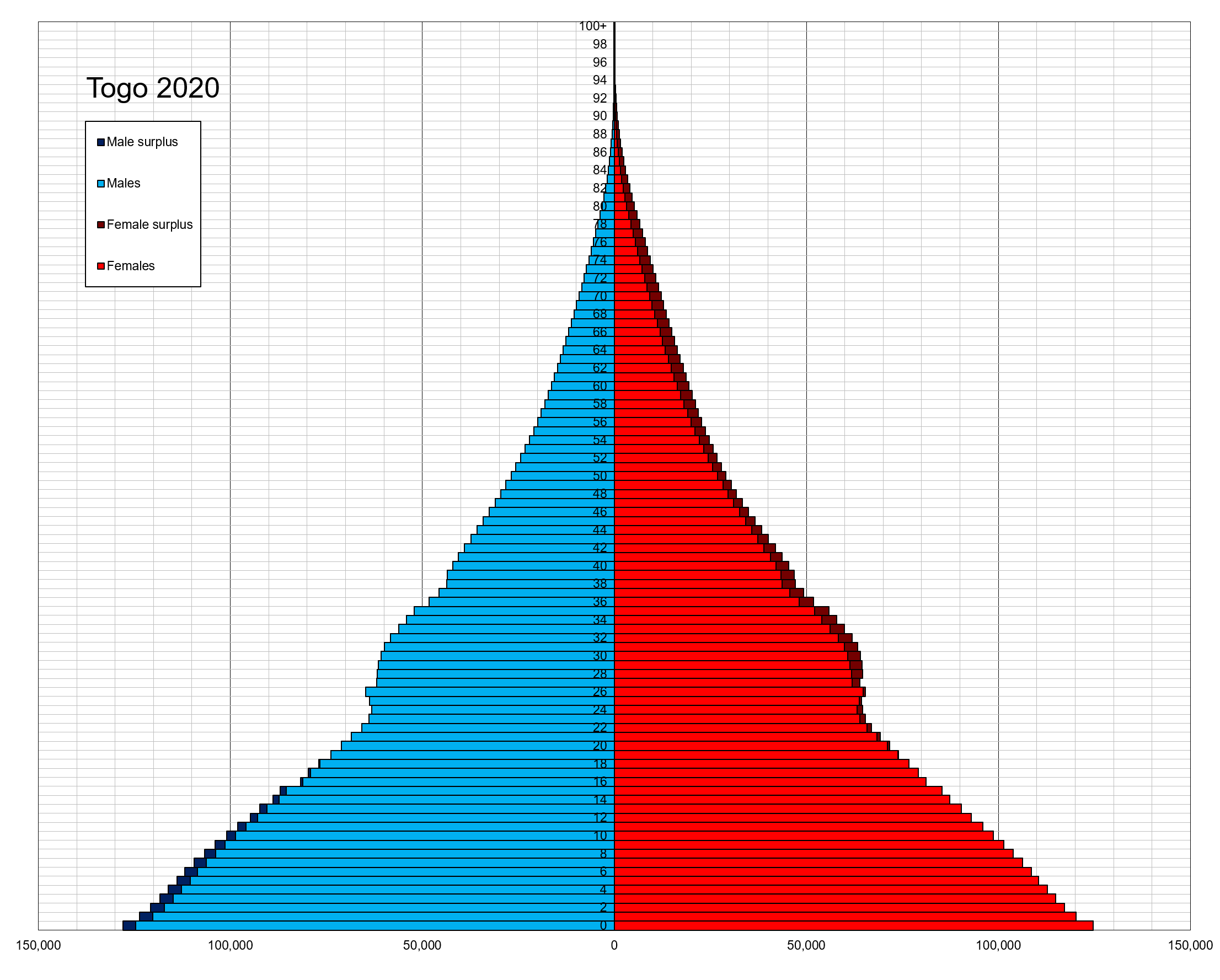
2020년 토고의 인구 피라미드

토고의 인구는 민족, 인구 밀도, 나이, 교육 수준, 건강, 경제적 지위, 종교적 소속을 포함한다.

## 기타 인구 통계
다음은 2022년 토고의 인구 통계이다.
- 2분마다 한 명씩 출생
- 8분마다 한 명씩 사망
- 288분마다 1명의 순이주자
- 3분당 1명의 순이익

다음의 인구 통계는 달리 명시되지 않는 한 월드 팩트북에서 나온 것이다.

### 인구
기독교 42.3%, 민속 종교 36.9%, 이슬람교 14%, 힌두교 <1%, 불교 <1%, 유대교 <1%, 기타 <1%, 없음 6.2% (2020년 기준)

### 인구통계학적 프로파일
토고의 인구는 1960년에서 2010년 사이에 그 크기의 4배로 증가한 것으로 추정된다. 25세 미만 인구의 거의 60%와 높은 연간 성장률이 주로 높은 출산율에 기인한 토고의 인구는 가까운 장래에 걸쳐 계속 증가할 가능성이 높다. 출산율 감소, 일자리 창출 촉진, 교육 개선은 그 나라의 높은 빈곤율을 줄이는 데 필수적일 것이다. 2008년, 토고는 초등학교 입학금을 없앴다. 토고는 보편적 초등교육을 달성할 가능성이 높지만 교육의 질, 여학생의 낮은 대표성, 중·고등학생의 낮은 진학률 등이 여전히 걱정거리로 남아 있다.

### 인구 분포
인구의 대부분이 시골 지역에 살고 있는 아프리카의 더 인구밀도가 높은 나라들 중 하나이며, 밀도는 대서양 연안의 남쪽에서 가장 높다.